# 鲁围郕之战
鲁围郕之战發生於前686年（周庄王十一年、齐襄公十二年、鲁庄公八年）夏天。
齐国、鲁国联军围攻郕国都城（今山东宁阳北），郕国无力抵抗，向齐国投降。慶父請鲁国伐齊国军队。魯莊公说：「不可。我实在缺乏德行，齐军有何罪？罪是由我引起。《夏書》说：『皋陶勉力培育德行，德行具备，别人就会降服。』我们姑且致力修德，以等待时机。」秋天，鲁国回军。君子因为这件事称赞魯莊公。